# 아흐메드 하산
아흐메드 하산(아랍어: أحمد حسن, 1975년 5월 2일 ~ )은 이집트의 전 축구 선수로 선수 시절 포지션은 미드필더였으며 역대 국제 A매치 2번째로 많은 출전 선수이다.

## 클럽 경력
1995년부터 2013년까지 18년동안 이집트, 터키, 벨기에의 프로팀에서 통산 375경기를 뛰는 동안 130골을 터뜨리면서 각종 리그 및 컵대회에서 숱한 우승들을 일궈냈고 특히 2008년 CAF 챔피언스리그에서도 소속팀인 알아흘리의 우승에 크게 기여했다. 그리고 알아흘리의 라이벌팀인 자말렉 SC에서 선수 생활을 완전히 마감했다.

## 국가대표 경력
국가대표팀에서는 184경기를 뛰면서 센추리클럽에 가입한 남자 선수 가운데 A매치 최다 출장수를 기록하고 있으며 통산 득점도 33골을 터뜨리면서 팀의 아프리카 네이션스컵 4회 우승에도 이바지했고 이 가운데 2006년과 2010년 대회에서 최우수선수에 선정됐으며 또한 아프리카 네이션스컵 드림팀 멤버에 이름을 올리는 등 최고의 전성기를 보냈다.

## 같이 보기
- A매치 100경기 이상 출전한 축구 선수 명단